# ديفيد فيلبس
ديفيد فيلبس (بالإنجليزية: David Phelps)‏ هو مغن مؤلف وكاتب أغاني أمريكي، ولد في 21 أكتوبر 1969 في تكساس في الولايات المتحدة.

## وصلات خارجية
- الموقع الرسمي
- ديفيد فيلبس على موقع ميوزك برينز (الإنجليزية)
- ديفيد فيلبس على موقع أول ميوزيك (الإنجليزية)
- ديفيد فيلبس على موقع ديسكوغز (الإنجليزية)